# تانیا دانگالاکووا
تانیا دانگالاکووا (بلغاری: Таня Богомилова Дангалакова) (زاده ۳۰ ژوئن ۱۹۶۴ - صوفیه) شناگر اهل بلغارستان بوده است.
از افتخارات وی می‌توان به کسب مدال طلا شنای ۱۰۰ متر قورباغه در بازی‌های المپیک تابستانی ۱۹۸۸ اشاره کرد.